# Catatemnus comorensis
Catatemnus comorensis är en spindeldjursart som först beskrevs av Edvard Ellingsen 1910.  Catatemnus comorensis ingår i släktet Catatemnus och familjen Atemnidae. Inga underarter finns listade i Catalogue of Life.